# (26871) Tanezrouft
(26871) Tanezrouft est un astéroïde de la ceinture principale.

## Description
(26871) Tanezrouft est un astéroïde de la ceinture principale. Il fut découvert le 9 octobre 1993 à La Silla par Eric Walter Elst. Il présente une orbite caractérisée par un demi-grand axe de 2,63 UA, une excentricité de 0,09 et une inclinaison de 5,3° par rapport à l'écliptique.